# Seymeria integrifolia
Seymeria integrifolia là loài thực vật có hoa thuộc họ Cỏ chổi. Loài này được Greenm. miêu tả khoa học đầu tiên.